# 伯纳蒂海扇蛤
伯纳蒂海扇蛤（学名：Chlamys bernardi），是莺蛤目海扇蛤科锦海扇蛤属的一种。主要分布于台湾，常栖息在浅海沙底。